# São Félix do Araguaia
São Félix do Araguaia é um município brasileiro do estado de Mato Grosso. Localiza-se a uma latitude 11º37'02" sul e a uma longitude 50º40'10" oeste, estando a uma altitude de 195 metros. Sua população estimada em 2007 pelo IBGE era de 10.713 habitantes.
Possui uma área de 16.848,221 km².

## História
Em 23 de maio de 1941 desembarcava no rio Araguaia, em território mato-grossense, a família de Severiano Neves, acompanhada de outras famílias entre elas a do senhor Leocadio Francisco de Sousa, provenientes do estado do Pará, em busca de um futuro melhor. Iniciando-se assim um novo povoado, próximo a Santa Izabel do Morro, antiga morada dos índios carajás, habitantes milenares do rio Araguaia e da Ilha do Bananal.
A denominação de São Félix foi dada pelo bispo D. Sebastião Thomaz Câmara, no dia 20 de novembro de 1942.
A invocação a São Félix provinha do sofrimento do povo na conquista de uma terra povoada por nações indígenas, região de tensão social. Tomaram São Félix por padroeiro, acreditando que os protegia contra os índios xavantes, que habitavam a região e faziam incursões sobre o nascente povoado, pois não admitiam a ocupação de seu território.
Na margem direita do rio Araguaia vivia o pacífico povo indígena carajás. Com a descida dos índios xavantes para o sul, a partir de 1945, registrou-se maior tranquilidade entre os colonos.
São Félix, por ser uma região lindamente abençoada pela natureza, já foi parada de muitos notáveis brasileiros, que aqui aportaram com suas caravanas, para descansar das longas viagens pelo rio Araguaia, como Getúlio Vargas, Juscelino Kubitschek, Couto Magalhães e Carmo Bernardes, entre outros.
Juscelino Kubitschek foi um dos amantes do Araguaia e de São Félix. Getúlio Vargas, em 1942, construiu uma base militar da FAB na ilha. Mais tarde, Juscelino fez um belíssimo hotel para acomodar ilustres visitantes, o hotel JK, hoje destruído, mas ainda espelhando um tempo alegre e esperançoso.
A lei nº 163, de 25 de outubro de 1948, criou o distrito de São Félix com território vinculado ao município de Barra do Garças. Em 1963, uma lei propôs a criação do município, tendo sido vetada pelo executivo estadual. Em 13 de maio de 1976, através da lei estadual nº 3689, foi criado o município de São Félix do Araguaia.